# Teatre Cirviànum
El Teatre Cirvianum és un complex teatral situat a la plaça Nova de la població de Torelló, (Osona). Va ser inaugurat l'any 1925.

## Origen del teatre
L’any 1925, Francesc Vidal Cuatrecasas, propietari d’una important torneria mecànica de Torelló, besavi d’Isona Passola Vidal, productora, guionista i directora de cinema i, des de 2013, presidenta de l’Acadèmia del Cinema Català, va inaugurar un teatre cinema als terrenys de la plaça Nova del municipi. El projecte el va encarregar al prestigiós arquitecte barceloní Ricard Segalà, autor, entre altres obres, de l’Alberg Pau Casals a Prada de Conflent.
El Teatre Cirvianum fou gestionat per diversos empresaris de l’espectacle. Acollí funcions dramàtiques, musicals, cinema mut amb música en directe i cinema sonor. També fou escenari de multitud d’actes diversos de la història de Torelló: mítings de tota mena, saló de ball i residència de presoners de guerra a finals de 1940 per fer les tasques de neteja de les destrosses del catastròfic Aiguat de 1940.
L’edifici annex fou la seu del Casino La Constància, amb diverses sales de reunions i cafè propi comunicat amb el teatre. Aquest casino era freqüentat per bona part dels petits i mitjans empresaris de la població.
A finals dels 80, principis dels 90, els dos edificis, Teatre i Casino, desaparegueren o canviaren el seu aspecte. Va ser precisament a principis dels 90 que el Teatre Cirvianum va ser rehabilitat per tornar a obrir les portes el maig de 1994, i des d'aleshores fins a l'actualitat.

## Origen del nom
En els documents antics (pergamins) de Torelló, segles IX-X, abans de fixar-se el nom de Sant Feliu de Torelló, hi ha diversos noms que assenyalen el que seria la nostra vila. Un dels noms parla del Castro Cirvianum, nom llatí del castell de Cervià (un mas del poble porta el nom de Cervià).
Així doncs, Cirvianum remet a un dels primers noms -en llatí- designats per situar Torelló.
Va ser rehabilitat i va tornar a obrir les portes el maig del 1994, amb tots els condicionaments tècnics d'un teatre modern del nostre temps. Ofereix una programació estable local, comarcal, amateur o professional, de teatre, música i dansa.
Des de la seva reobertura és gestionat pel Patronat Municipal del Teatre Cirvianum segons els criteris dels seus estatuts. Des de la seva constitució, el Patronat, ha apostat decididament per les arts escèniques i visuals a través de la programació estable del teatre, creant el Festus, festival jove d'arts al carrer i convocant el Suport a la creació i producció d'arts escèniques i visuals.
Té 516 localitats. També disposa de l'Espai Foyer, amb un escenari practicable i amb capacitat per a 100 persones i l'Espai Sala B, un espai multifuncional per assaigs, tallers i conferències, amb una capacitat també de 100 persones.